# George Murdock
George Peter Murdock (11 de maio de 1897 - 29 de março de 1985), também conhecido como G. P. Murdock, foi um antropólogo norte-americano. É lembrado por sua abordagem empírica aos estudos etnológicos e seu estudo da família e das estruturas de parentesco em diferentes culturas.

## Infância
Nascido em Meriden, Connecticut, Murdock passou muitas horas da infância trabalhando na fazenda da família e adquiriu um amplo conhecimento dos métodos agrícolas tradicionais não mecanizados. Ele se formou na Phillips Academy, Andover, em 1915 e obteve um bacharelado em História Americana na Universidade de Yale. Ele também estudou na Harvard Law School, mas desistiu no segundo ano e fez uma longa viagem ao redor do mundo. Essa viagem, combinada com seu interesse pela cultura material tradicional e talvez um pouco de inspiração do popular professor de Yale AG Keller, levou Murdock a estudar antropologia em Yale.  Em 1925, ele recebeu seu doutorado e continuou em Yale como membro do corpo docente e presidente do departamento de antropologia.
Mesmo em seus primeiros escritos, a abordagem distinta de Murdock é aparente. Ele defendia uma abordagem empírica da antropologia, por meio da compilação de dados de culturas independentes, e então testando hipóteses, submetendo os dados aos testes estatísticos apropriados. Ele também se via como um cientista social, ao invés de estritamente como um antropólogo, e estava em constante diálogo com pesquisadores de outras disciplinas. Em Yale, ele montou uma equipe de colegas e funcionários em um esforço para criar um conjunto de dados interculturais.

## Yale
Murdock ingressou no corpo docente da Universidade de Yale em 1928. Seu doutorado pela instituição foi na área de Sociologia, já que Yale naquela época ainda não tinha um Departamento de Antropologia. Murdock ministrou cursos de antropologia física. Em 1931, Yale estabeleceu um departamento de antropologia e contratou Edward Sapir como presidente. A abordagem sociológica e positivista de Murdock à antropologia estava em conflito com a abordagem boasiana de Sapir da antropologia cultural. Após a morte de Sapir, Murdock serviu como presidente do Departamento de Antropologia de 1938 a 1960, quando atingiu a idade de aposentadoria obrigatória em Yale. No entanto, ele foi convidado a cadeira Andrew Mellon de Professor de Antropologia Social na Universidade de Pittsburgh. Saindo de sua residência de longa data em 960 Ridge Road em Hamden, Connecticut, Murdock mudou-se com sua esposa para 4150 Bigelow Boulevard em Pittsburgh. Ensinou na Universidade de Pittsburgh até sua aposentadoria em 1973, quando se mudou para a área da Filadélfia para ficar perto de seu filho.
Em 1948, Murdock decidiu que seu conjunto de dados transculturais seria mais valioso se estivesse disponível para pesquisadores em instituições além de Yale. Obteve financiamento para estabelecer uma organização interuniversitária, a Human Relations Area Files, com coleções mantidas na universidade de Yale.

## Universidade de Pittsburgh
Em 1960, Murdock mudou-se para a Universidade de Pittsburgh, onde ocupou a Cátedra Andrew Mellon de Antropologia. Em 1971, ele foi fundamental na fundação da Society for Cross-Cultural Research, uma sociedade acadêmica composta principalmente de antropólogos e psicólogos. Entre 1962 e 1967, ele publicou partes de seu Ethnographic Atlas na revista Ethnology - um conjunto de dados que acabou contendo quase 1.200 culturas codificadas para mais de 100 variáveis. Em 1969, junto com Douglas R. White, desenvolveu a Amostra Transcultural Padrão, consistindo em um conjunto cuidadosamente selecionado de 186 culturas bem documentadas que hoje são codificadas para cerca de 2.000 variáveis. No final de sua carreira, ele não sentiu "nenhuma hesitação em rejeitar a validade e a utilidade de todo o corpo da teoria antropológica, incluindo a maior parte de meu próprio trabalho ... remetendo-o ao reino da mitologia [não] da ciência", como em "antropologia não existe virtualmente [...] consenso sobre "o núcleo essencial de seu corpo teórico".

## Obras principais
Em 1954, Murdock publicou uma lista de todas as culturas conhecidas, o Outline of World Cultures. Em 1957, ele publicou seu primeiro conjunto de dados transculturais, o World Ethnographic Sample, consistindo de 565 culturas codificadas para 30 variáveis. Em 1959, apesar de não ter experiência profissional na África, Murdock publicou África: Seus povos e sua história cultural (Africa: Its peoples and their culture history em inglês), um livro de referência sobre as etnias africanas que também abriu novos caminhos na análise da pré-história, especialmente a domesticação de plantas. Abaixo há uma lista de outras obras importantes:
- Correlations of Matrilineal and Patrilineal Institutions. // GP Murdock (ed.) Studies in the Science of Society, New Haven: Yale, 1937.
- Social Structure. Nova York: The MacMillan Company. 1949.
- Atlas Etnográfico: Um Resumo. Pittsburgh: The University of Pittsburgh Press. 1967.
- Standard Cross-Cultural Sample // Ethnology 8 (4): 329–369. 1969.
- Atlas of World Cultures. Pittsburgh: The University of Pittsburgh Press. 1981.